# Francisco Fernández Fredes
Francisco Fernández Fredes (1944-12 de abril de 2025) fue un abogado y académico chileno.

## Biografía
Estudió en el Instituto Nacional, y cursó sus estudios de Derecho en la Facultad de Derecho de la Universidad de Chile. Su tesis de grado versó sobre el tema "El estatuto jurídico del comerciante, análisis de una problemática". 
Fue director nacional del Servicio Nacional del Consumidor (SERNAC) entre 1993 y 1998. Entre 2000 y 2001 se desempeñó como Fiscal Nacional Económico. Entre 2001 y 2005, presidió la Comisión Defensora Ciudadana y Transparencia del Ministerio Secretaría de la Presidencia del Gobierno de Chile.
En agosto de 2006 fue designado ministro del Tribunal Constitucional, cargo que desempeñó hasta 2015. En diciembre de ese año fue designado miembro del Consejo Ciudadano de Observadores.
Ha sido profesor de Derecho, dictando la asignatura de "Protección Jurídica del Consumidor" en las Universidades de Chile, Central y Diego Portales. Ha dictado la cátedra de Derecho Administrativo en la Facultad de Ciencias Jurídicas y Sociales de la Universidad Central de Chile. 
Fue miembro del Comité Central del Partido Socialista.

## Obras
- El estatuto jurídico del comerciante (1969).
- La formación de las leyes. Elementos de Técnica Legislativa (1987).
- La validez oficial de estudios en la legislación mexicana (1988).
- La legislación de defensa de la competencia en Chile (2001).
- Manual del Derecho Chileno de Protección al Consumidor (2003).
- La nueva Institucionalidad de la Protección de los Derechos de los Consumidores en Nuestro País a partir de la Ley Nº19.955 (2005).